# Adrien Maire
Adrien Maire (* 17. November 2000 in Nizza) ist ein französischer Radrennfahrer.

## Sportlicher Werdegang
Nach dem Wechsel in die U23 fuhr Maire ab 2019 für den französischen Verein AVC Aix-en-Provence. International ohne nennenswerte Ergebnisse, machte er 2023 durch den Gewinn der Vuelta a Extremadura und der Vuelta a la Provincia de Valencia, zwei Rundfahrten des nationalen Kalenders, auf sich aufmerksam. 
Zur Saison 2024 erhielt Maire einen Vertrag beim UCI ProTeam TDT-Unibet. Seinen ersten Sieg bei einem UCI-Rennen erzielte er bei der Oberösterreich-Rundfahrt 2024, bei der er die letzte Etappe gewann und damit auch noch die Gesamtwertung für sich entschied. Im Jahr 2025 gewann er eine Etappe der Griechenland-Rundfahrt, die er auf dem dritten Gesamtrang beendete.

## Erfolge
2024
- Gesamtwertung und eine Etappe Oberösterreich-Rundfahrt

2025
- eine Etappe Griechenland-Rundfahrt